# Louis-Félix Chabaud
Pour les articles homonymes, voir Chabaud.
Louis-Félix Chabaud, né le 14 mars 1824 à Venelles (Bouches-du-Rhône) où il est mort le 25 avril 1902, est un sculpteur et médailleur français.

## Biographie
Fils d’agriculteur, Louis-Félix Chabaud fréquente l’école communale de Venelles jusqu’en 1836 et entre en apprentissage chez un boulanger, puis chez un marbrier aixois, M. Raimond. Il commence ses études à l’école des beaux-arts d’Aix-en-Provence avec Joseph Marius Ramus et les termine à l'École des beaux-arts de Paris sous la direction de James Pradier.
Le 9 septembre 1848 il remporte le 1er grand prix de Rome en gravure de médaille et pierre fine pour son Mercure formant le caducée. Il séjourne à Rome pendant quatre ans, pensionnaire de l’État à la villa Médicis.
De retour à Paris, il expose au Salon de 1853 et obtient le 3e prix pour L’Agriculture (bronze) et Cérès embrassant Triptolème. En 1855, il est également primé pour une série de médailles : Agriculture, Napoléon III et une tête de femme. En 1857, il est à nouveau primé pour une sculpture en plâtre représentant La Chasse, acquise par l’État français. En 1859, douze camées en pierres fines lui valent le prix de la gravure. Il reçoit, en 1863, une 3e médaille pour une statue de L’Agriculture et un bas-relief intitulé L'Abolition de l’esclavage.
Réputé comme sculpteur ornemaniste, il participe au chantier de décoration du palais Garnier à Paris.

## Sculptures dans les collections publiques
- Aix-en-Provence :
  - Fontaine de la Rotonde: Le Commerce et l'agriculture, une des trois statues sommitales, celle qui regarde la route de Marseille (avenue des Belges). La signature de l'artiste est visible sur le socle[3]
  - Fontaine Saint-Louis, Cours Saint-Louis[4]
- Chalon-sur-Saône,  Rue Emiland Menand : statue dédiée à la famille Thévenin[5].
- Fontainebleau, Château: Diane ou la chasse, 1861, marbre blanc[6].
- Marseille :
  - palais des Arts : Le Génie des Arts ornant la façade[7].
  - palais de justice : deux bas-reliefs situés dans la deuxième chambre civile et représentant Le Serment des magistrats entre les mains de Louis Bonaparte et La Provence présentant ses jurisconsultes à la France[8].
  - palais Longchamp : trois groupes de deux enfants portant des cartouches où sont gravés les noms d’artistes provençaux : Vernet, Granet et Papety[9].

- Paris :

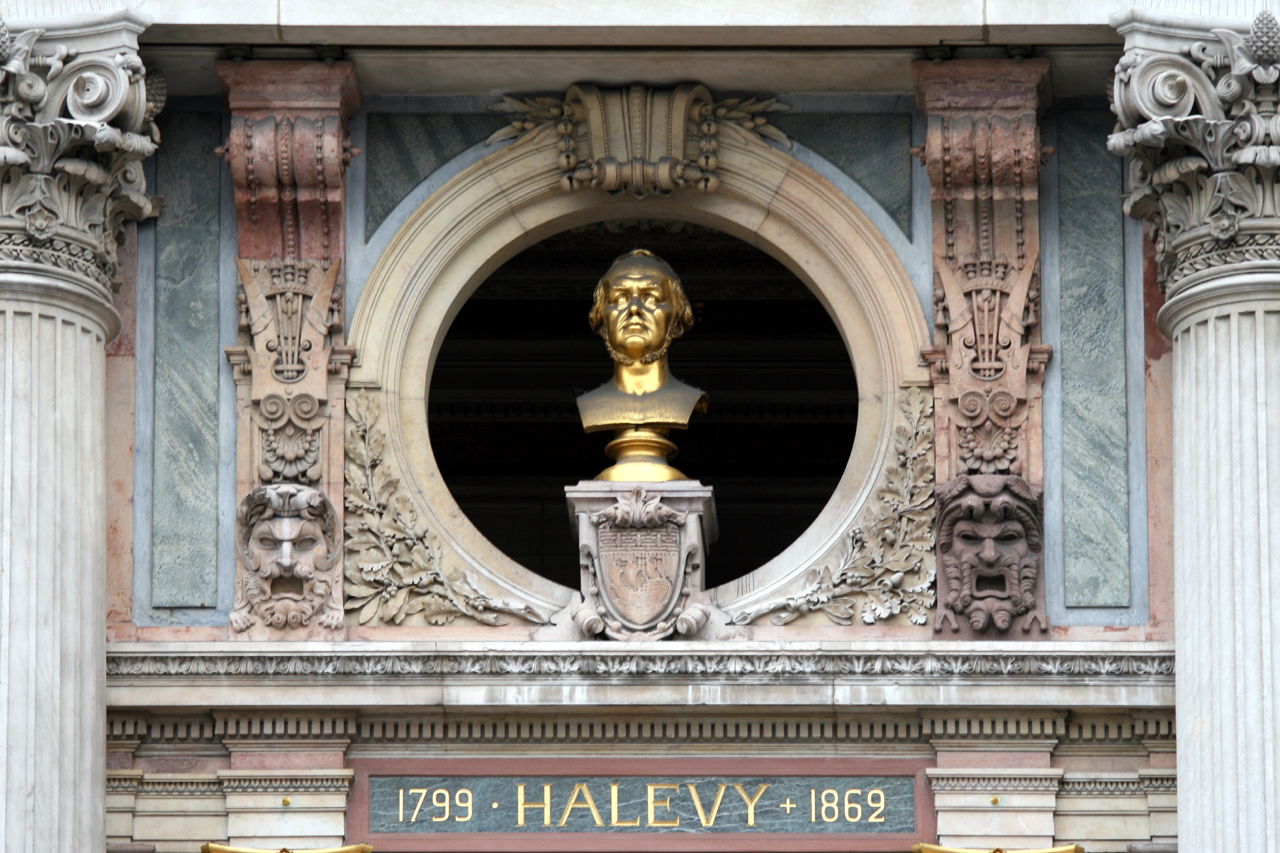
Buste de Fromental Halévy, Palais Garnier

  - École nationale supérieure des beaux-arts : Mercure formant le caducée, 1848, plâtre.
  - Cimetière du Montparnasse : Joseph Paul Gaimard, tête sculptée de ce médecin et naturaliste[10].
  - palais Garnier :
    - Neuf bustes en bronze doré de 1,2 m de haut représentant des compositeurs ou librettistes pour la décoration de la façade sud du palais Garnier dont :
      - sept bustes pour les musiciens sur la façade même : Gioachino Rossini, Daniel-François-Esprit Auber, Ludwig van Beethoven, Wolfgang Amadeus Mozart, Gaspare Spontini, Giacomo Meyerbeer et Fromental Halévy
      - deux bustes pour les librettistes placés sur les retours ouest et est de cette façade : Eugène Scribe et Philippe Quinault

    - Étoile du Matin et Étoile du Soir, deux modèles pour une série de vingt-deux lampadaires en bronze érigés sur les balustrades des façades latérales ; ces statues représentant des femmes dévoilées causèrent un certain scandale à leur inauguration[11] ;
    - Quatre paires de lustres candélabres en bronze se trouvant dans deux salons octogonaux situés de part et d'autre du grand foyer. Ils illustrant les quatre méthodes d'éclairage : gaz, électricité, lampe à huile et bougie[12] ;
    - Le centre de la voute surplombant la Rotonde des abonnés ou vestibule circulaire est décoré d'une arabesque où on peut lire : 1861-1875, Jean Louis Charles Garnier architecte. Autour de cette arabesque Chabaud a sculpté seize têtes figurant les douze signes du zodiaque et les quatre points cardinaux.
    - Plusieurs mascarons situés sur les arcs doubleaux dans le grand foyer parmi lesquels l'un représente Chales Garnier sous les traits de Mercure et l'autre Mme Garnier sous les traits d'Amphitrite[13],[14].
- Venelles, 
  - cimetière : sur la tombe de Chabaud se trouve une des dernières créations de l'artiste réalisée en marbre blanc en 1879 et représentant un ange tenant dans sa main trois cœurs[15].
  - Église Saint-Hippolyte : Le Baptême de Clovis, bas-relief[16].

## Médailles
Parmi les nombreuses médailles réalisées par l'artiste, on peut citer :
- Consécration de l'église Saint-Bernard le 29 octobre 1861 avec sur l'avers le portrait de Napoléon III empereur, musée d'Orsay[17].
- Asile impériale de Vincennes pour les ouvriers convalescents inauguré le 31 août 1857 avec sur l'avers le portrait de Napoléon III, musée Carnavalet[18].
- Au colonel Jean-Charles Langlois, peintre de panoramas historiques avec sur l'avers la France victorieuse, musée Carnavalet[19].
- Monument à Paul Gaimard, 10 décembre 1868, avec sur l'avers portrait de Paul Gaimard, musée Carnavalet[20].

## Galerie

Sculptures de Louis-Félix Chabaud
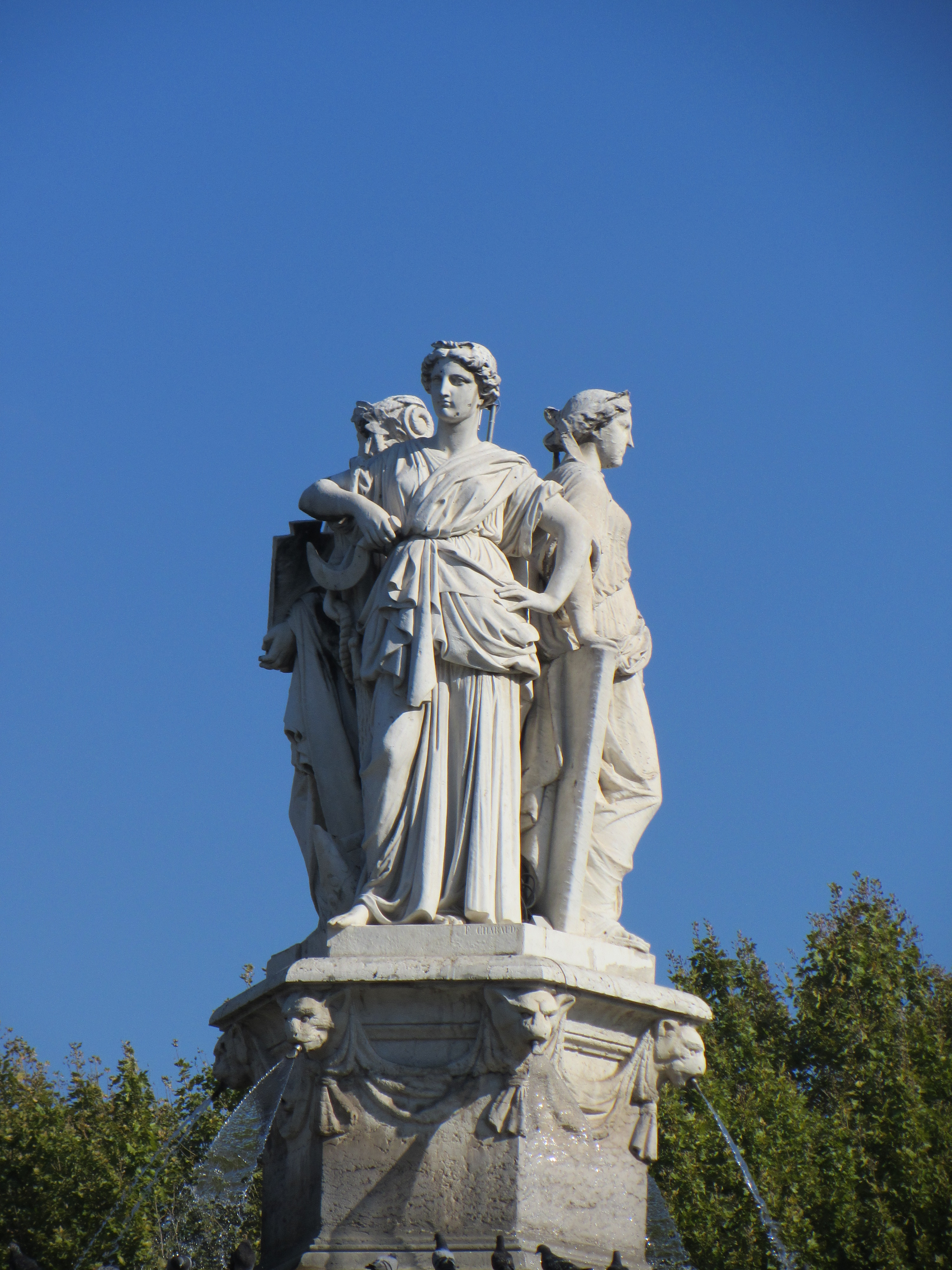
Le Commerce et l'agriculture, Aix-en-Provence, place de la Rotonde
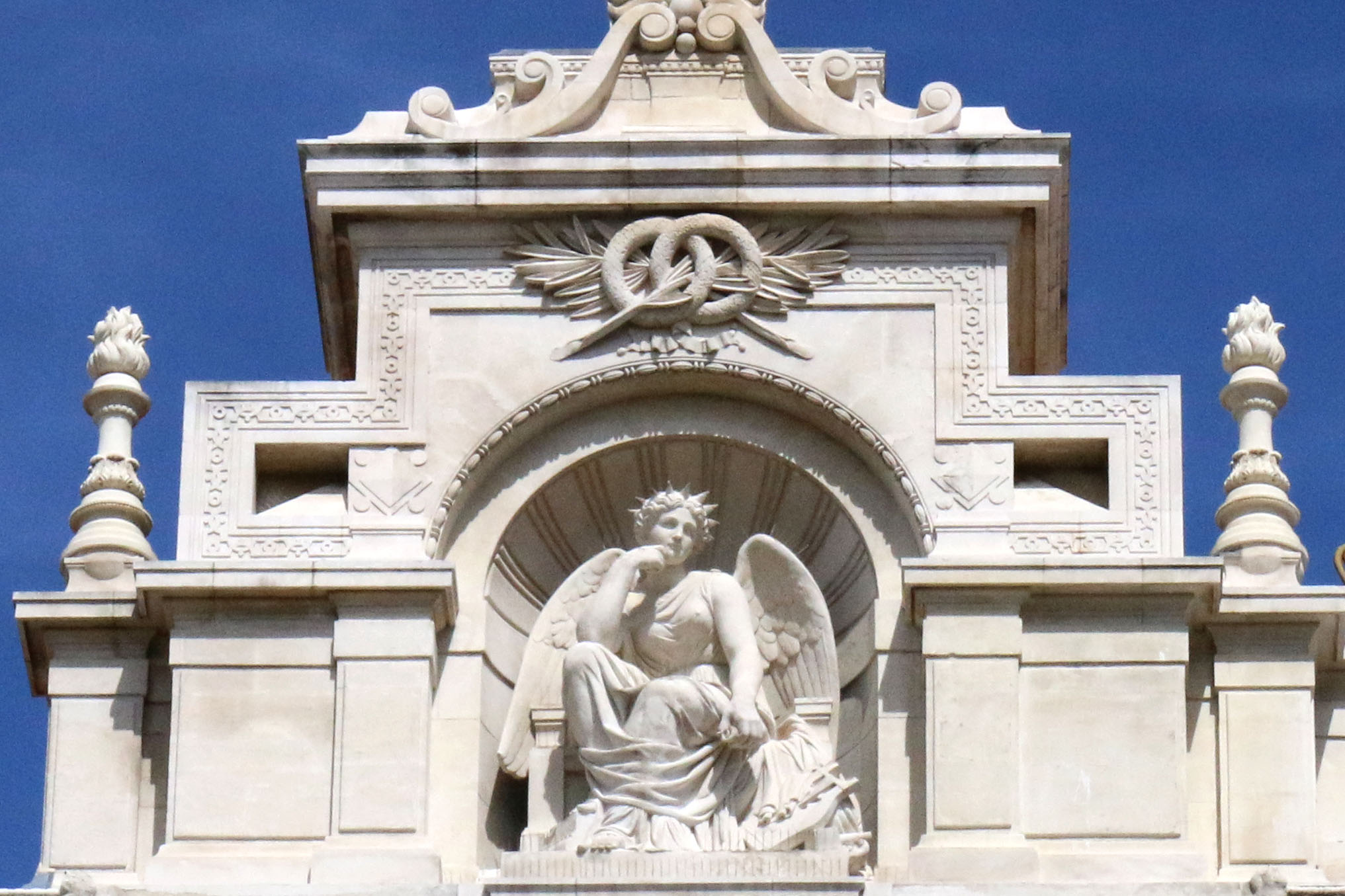
Le Génie des Arts, Marseille, palais des Arts.
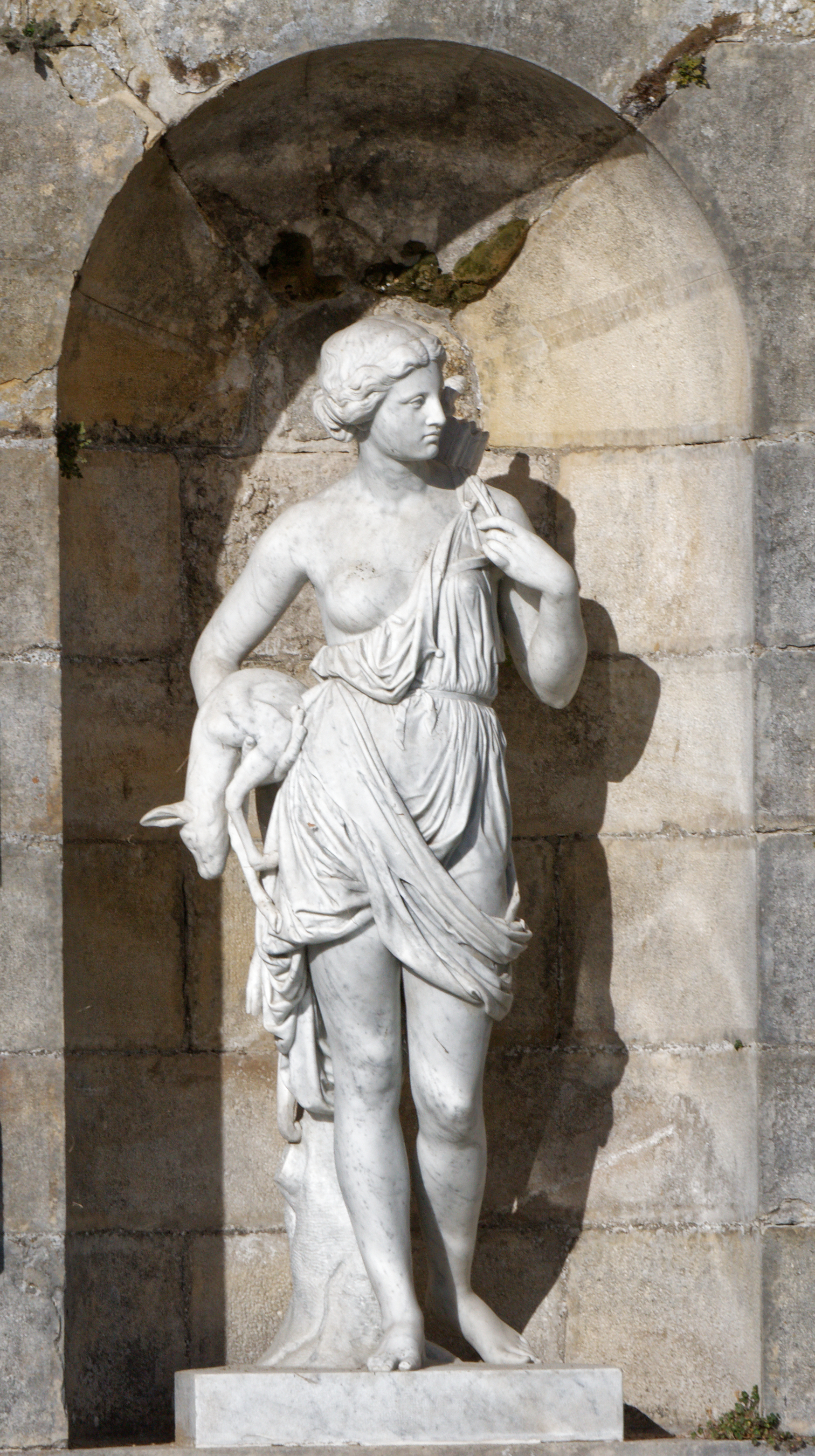
Diane, château de Fontainebleau.
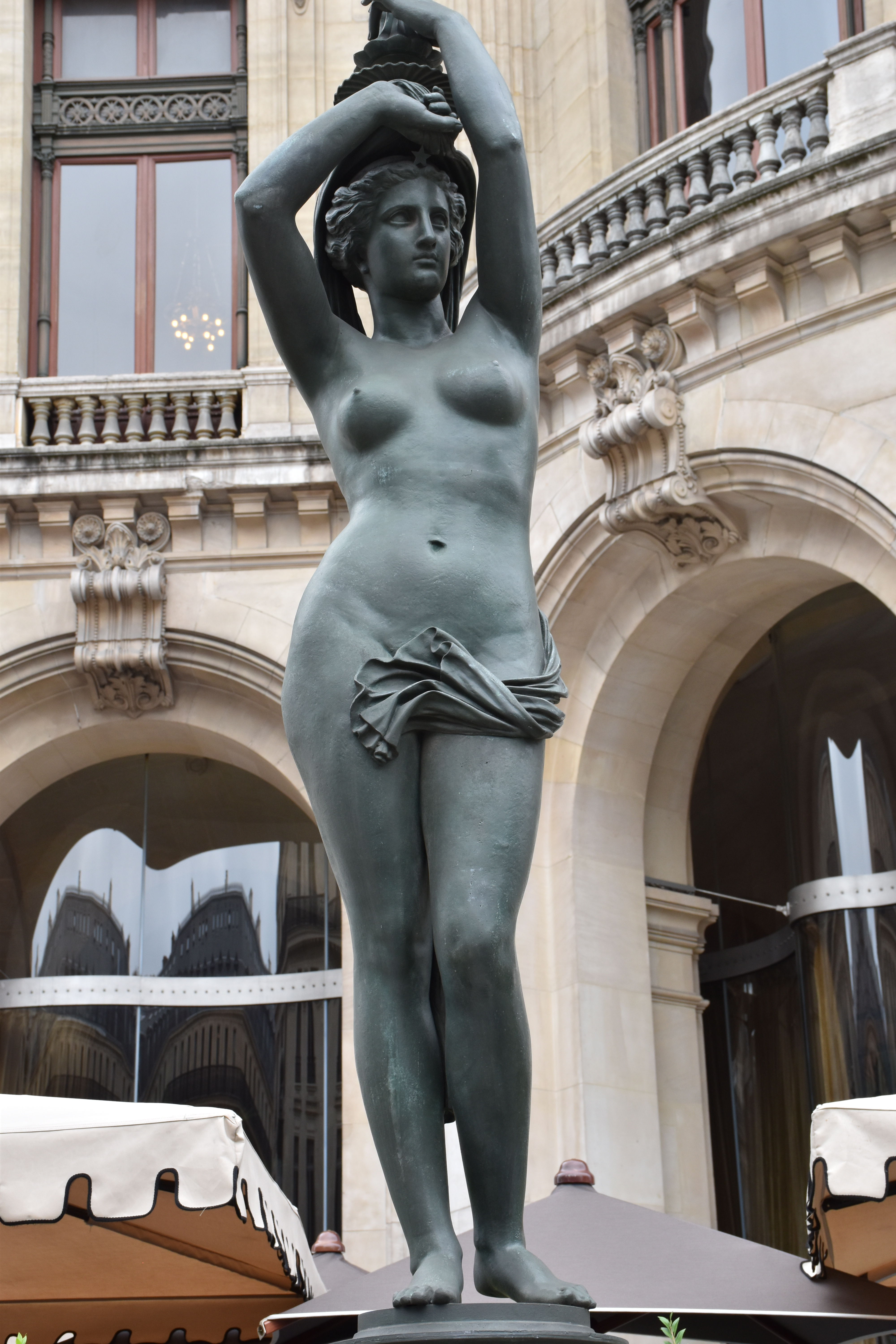
l’Étoile du matin (vers 1870), Paris, opéra Garnier
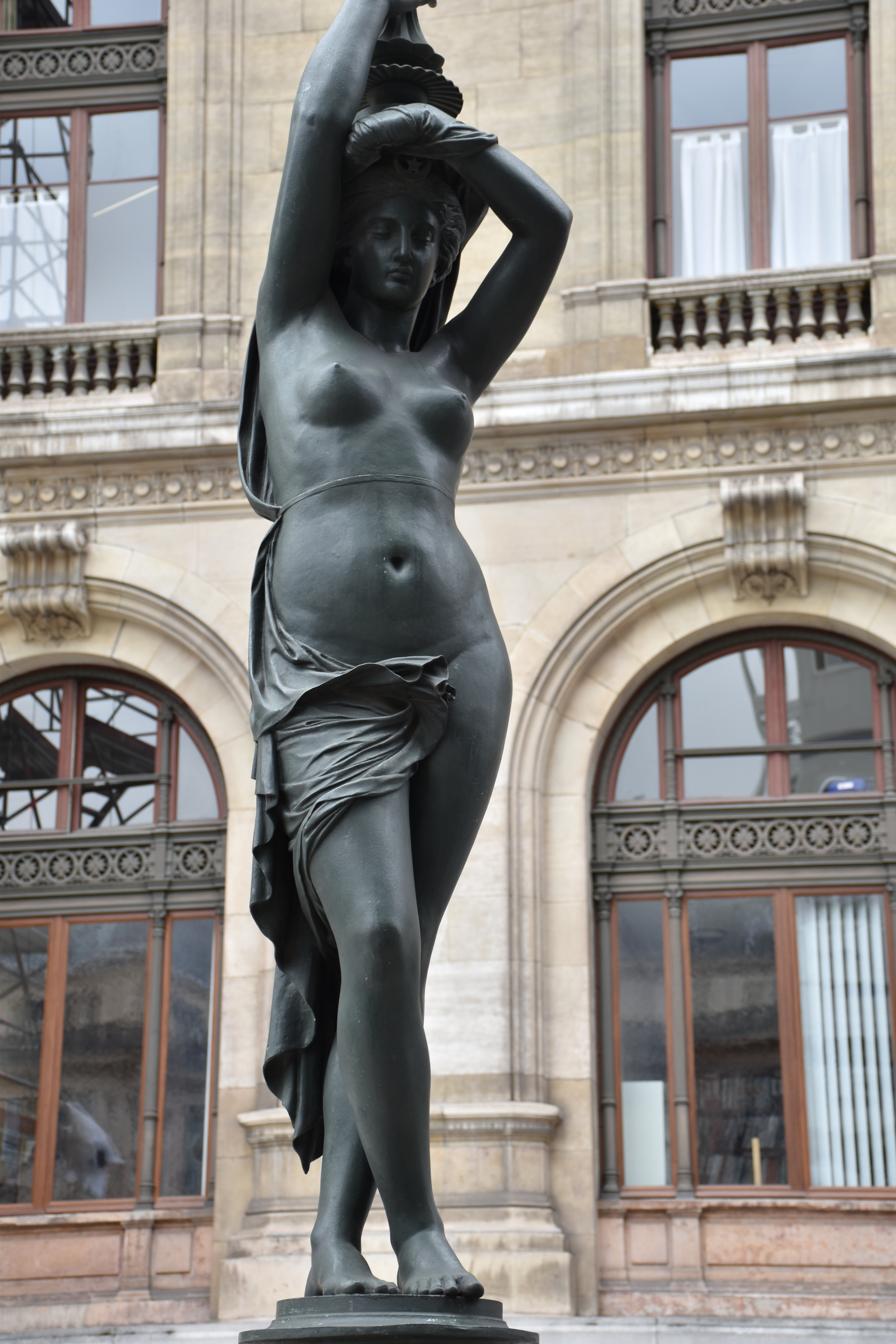
l’Étoile du soir (vers 1870), Paris, opéra Garnier.
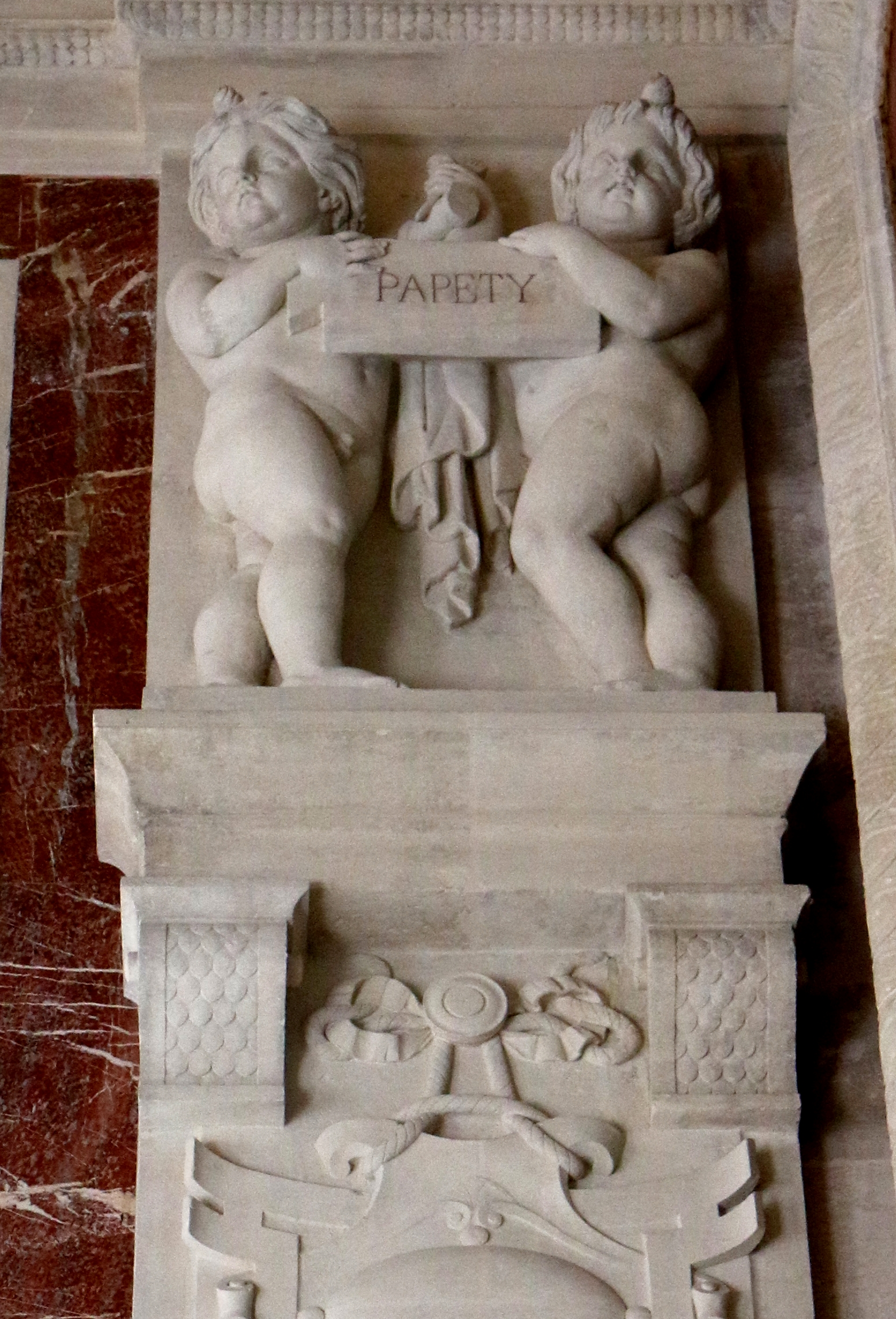
Groupe de deux enfants portant la dédicace Papety, musée des Beaux-Arts, Marseille

Médailles de Louis-Félix Chabaud
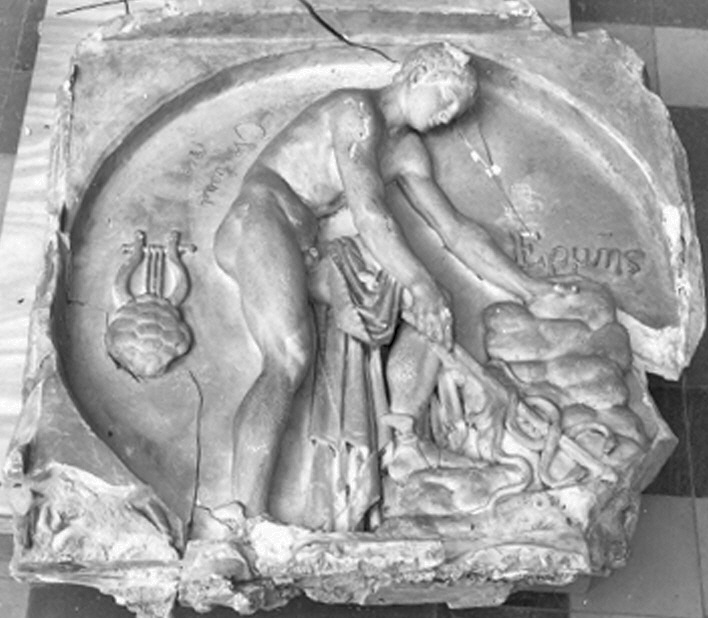
Mercure formant le caducée (1848), plâtre, École des beaux-arts de Paris.
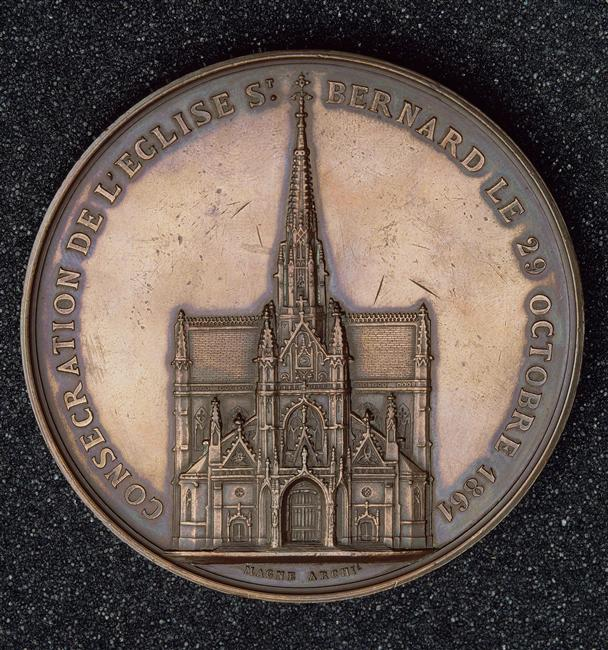
Consécration de l'église Saint Bernard (1861), médaille, revers[21].
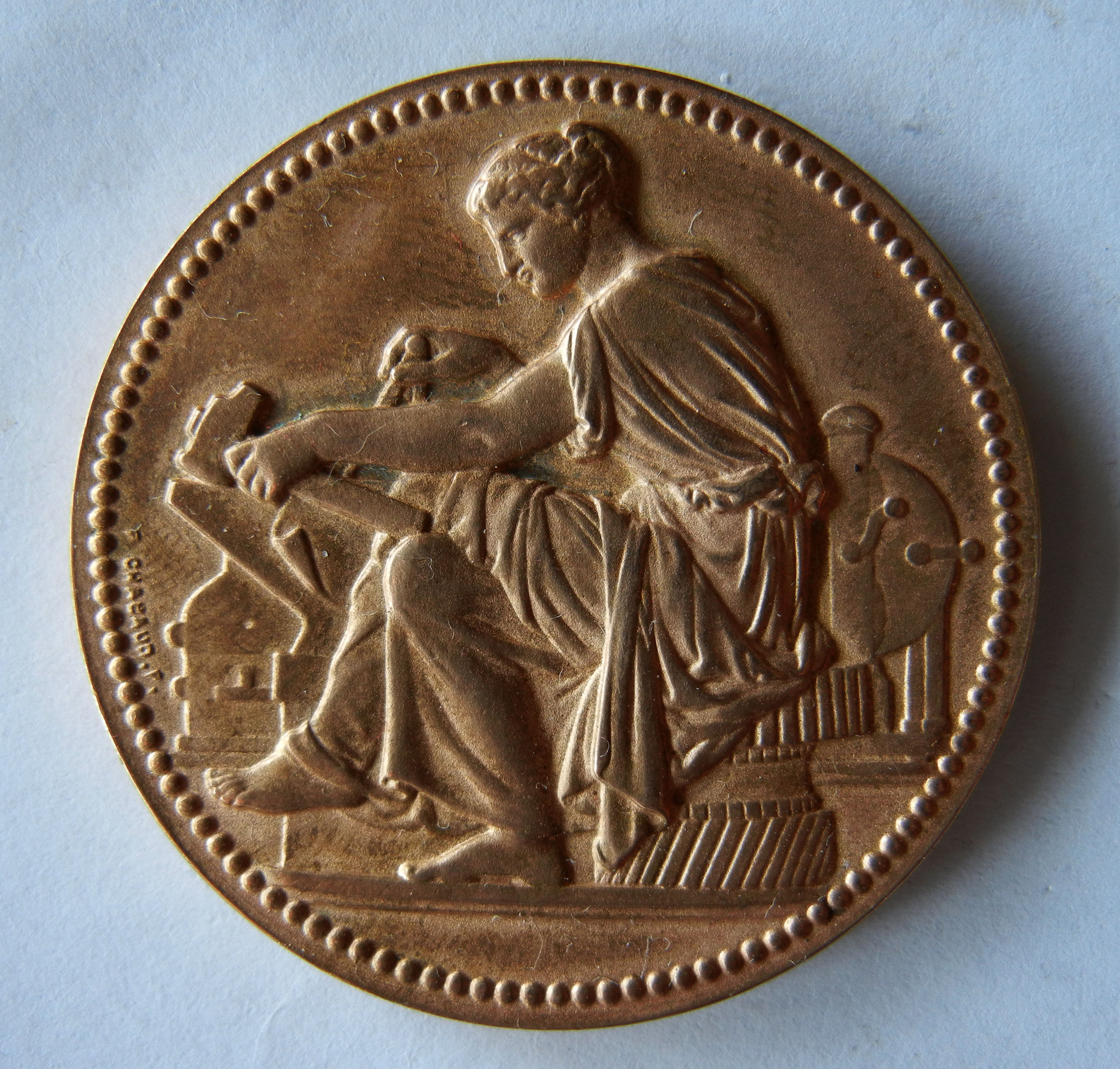
L'Industrie, médaille, avers.
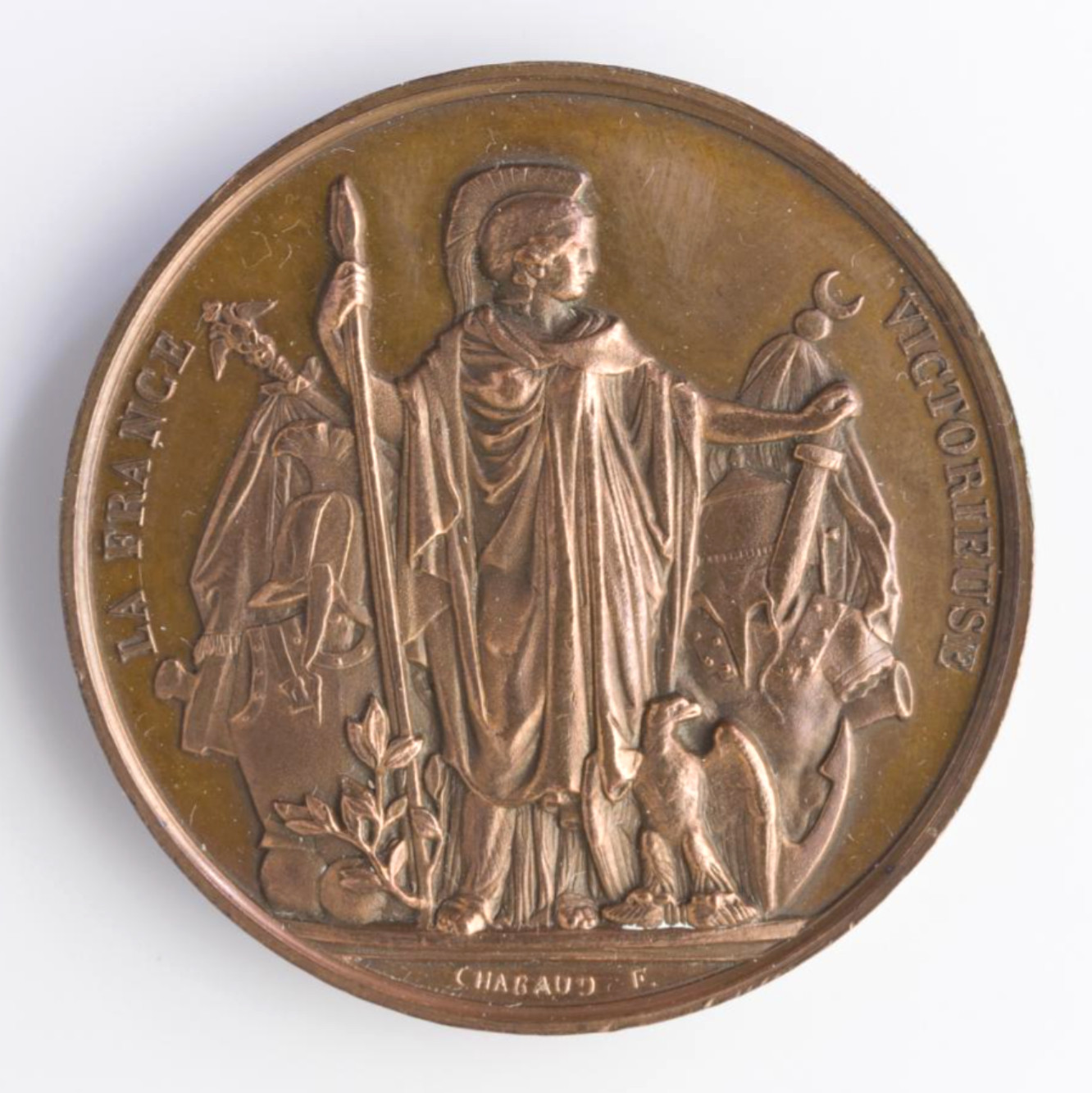
La France victorieuse, médaille dédiée au colonel Jean François Langlois.